# حق نگهداری و حمل سلاح در ایالات متحده آمریکا
حق نگهداری و حمل سلاح در ایالات متحده آمریکا از حقوق بنیادینی است که در حفاظت متمم دوم قانون اساسی ایالات متحده آمریکا، که بخشی از منشور حقوق است، و قانون اساسی اکثر ایالت‌های ایالات متحده قرار دارد متمم دوم اظهار می‌دارد:
از آنجا که داشتن یک نیروی شبه نظامی برای امنیت یک کشور آزاد ضروری می‌باشد، حق ملت برای نگهداری و حمل اسلحه نباید نقض شود
در ایالات متحده که سنت کامن لای انگلیسی دارد، پیش از ایجاد یک قانون اساسی مکتوب ملی، مفهوم حق نگهداری و حمل سلاح به رسمیت شناخته شده بود. هنگامی که مستعمره‌نشینان در سیزده مستعمره علیه کنترل بریتانیا در جریان انقلاب آمریکا شوریدند، از لایحه حقوق ۱۶۸۹ انگلیس به عنوان نمونه یاد کردند.

## سابقه انگلیسی
درک آمریکایی‌ها از حق نگه داشتن و تحمل اسلحه تحت تأثیر لایحه حقوق ۱۹۶۹ انگلستان، از قانون‌های مجلس بریتانیا، بود که همچنین به دفاع شخصی توسط بندگان پروتستان انگلستان پرداخته‌است.